# Biota, Tây Ban Nha
Biota là một đô thị ở tỉnh Zaragoza, cộng đồng tự trị Aragon của Tây Ban Nha.
Boita có diện tích 128,8 km2, dân số năm 2007 là 1135 người.

## Biến động dân số
| 1842 | 1877  | 1887  | 1897  | 1900  | 1910  | 1920  | 1930  | 1940  | 1950  | 1960  | 1970  | 1981  | 1991  | 2001  |
| ---- | ----- | ----- | ----- | ----- | ----- | ----- | ----- | ----- | ----- | ----- | ----- | ----- | ----- | ----- |
| 540  | 1.135 | 1.132 | 1.092 | 1.142 | 1.198 | 1.472 | 1.589 | 1.715 | 1.713 | 1.736 | 1.601 | 1.510 | 1.306 | 1.200 |